# ウィリアム・スタンホープ (第2代ハリントン伯爵)
第2代ハリントン伯爵ウィリアム・スタンホープ（英語: William Stanhope, 2nd Earl of Harrington、1719年12月18日 – 1779年4月1日）は、グレートブリテン王国の貴族、軍人、政治家。1742年から1756年までピーターシャム子爵の儀礼称号を使用した。

## 生涯
初代ハリントン伯爵ウィリアム・スタンホープとアン・グリフィス（Anne Griffith、1719年12月18日没、エドワード・グリフィスの娘）の息子として、1719年12月18日に生まれた。双子の弟トマス（1743年没）がいるが、母は双子の出産で産褥死した。1732年よりイートン・カレッジで教育を受けたとされる。
1738年にエンサインとして第10歩兵連隊に入隊、1739年に大尉に昇進して第14歩兵連隊に転じ、1741年に中佐に昇進して近衛歩兵第3連隊に転じた。1745年5月、オーストリア継承戦争のフォントノワの戦いで戦功を挙げ、同年に近衛騎馬グレナディアガーズ第2大隊隊長（軍階は大佐）に昇進した後、1755年に少将に、1758年に中将に、1770年に大将に昇進した。
1741年イギリス総選挙ではエイルズベリー選挙区から出馬して庶民院議員に当選、1747年イギリス総選挙ではベリー・セント・エドマンズ選挙区とコヴェントリー選挙区で当選、前者の代表として議員を務めた。議員としては概ね政府を支持したが、政治に関わることは少なく、同時代にはもっぱら放蕩さで知られた。
1756年12月8日に父が死去すると、ハリントン伯爵位を継承した。
1779年4月1日に死去、息子チャールズが爵位を継承した。

## 家族
1746年8月11日、キャロライン・フィッツロイ（Caroline Fitzroy、1722年4月8日 – 1784年6月26日、第2代グラフトン公爵チャールズ・フィッツロイの娘）と結婚、2男5女をもうけた。
- キャロライン（1748年4月15日 – 1767年2月9日） - 1765年10月7日、初代シーフォース伯爵ケネス・マッケンジーと結婚、子供あり
- イザベラ（英語版）（1819年1月29日没） - 1768年11月27日、初代セフトン伯爵チャールズ・モリニューと結婚、子供あり
- アメリア（1749年5月24日 – 1780年9月5日） - 1767年4月16日、第6代バリーモア伯爵リチャード・バリーと結婚、子供あり
- ヘンリエッタ（1750年10月26日 – 1834年10月18日） - 1776年3月20日、第2代フォーリー男爵トマス・フォーリー（英語版）と結婚、子供あり
- チャールズ（英語版）（1753年3月17日 – 1829年9月5日） - 第3代ハリントン伯爵
- ヘンリー・フィッツロイ（1754年 – 1828年8月20日） - エリザベス・ファルコナー（Elizabeth Falconer）と結婚、子供あり
- アンナ・マリア（1760年3月31日 – 1834年10月18日） - 1782年5月2日、第3代ニューカッスル公爵トマス・ペラム＝クリントンと結婚、子供あり。1800年2月7日、チャールズ・グレガン・クロフォード（英語版）と再婚